# Sociología de los usos
La sociología de los usos es una corriente teórica francesa que se originó en la década de 1980. Estudia los procesos de apropiación social de la tecnología, poniendo en el centro al hombre, visto como usuario libre y autónomo que desvía el uso de la tecnológica innovando e impactando en la relación de la sociedad con la industria tecnológica o el gobierno.
La teoría de los usos se fundamenta en la economía marxista de la comunicación, cuestionando las relaciones de producción y nace con una iniciativa de Katz, Blumler y Gurevitch, como alternativa critica al funcionalismo de Lazarsfeld y Merton, enfatizando en las capacidades del usuario como un ser independiente y con una serie de representaciones, que le permiten llevar sus prácticas a horizontes desconocidos a la industria.